# Terug op de werkvloer
Terug op de werkvloer was een Nederlands televisieprogramma dat in de jaren 1990 en 2000 werd uitgezonden door de RVU. In het programma ging een directielid of manager van een bedrijf of instelling terug op de werkvloer om te ervaren wat de werknemers aan moeilijkheden of problemen in of met hun werk tegenkwamen.
De directeur of manager ging ook zelf aan de slag en als hij of zij weer in eigen functie terug was gekeerd werden vaak verbeteringen of veranderingen doorgevoerd. Enkele voorbeelden van soorten directeuren of managers waren die van een bouwbedrijf, reinigingsdienst van een gemeente, vakantiepark, vervoersonderneming en een zorginstelling.
Het programma had veel overeenkomsten met het sinds 2010 op Veronica uitgezonden programma Undercover Boss behalve dat bij het RVU-programma de werknemers wel wisten dat er iemand van de directie of het management op de werkvloer aanwezig was.